# Kelly Fong
Kelly Fong (17 de abril de 1978) es una deportista australiana que compitió en judo. Ganó cuatro medallas en el Campeonato de Oceanía de Judo entre los años 2003 y 2008.

## Palmarés internacional
| Campeonato de Oceanía | Campeonato de Oceanía        | Campeonato de Oceanía | Campeonato de Oceanía |
| Año                   | Lugar                        | Medalla               | Categoría             |
| --------------------- | ---------------------------- | --------------------- | --------------------- |
| 2003                  | Suva (Fiyi)                  | Medalla de plata      | –52 kg                |
| 2004                  | Numea (Francia)              | Medalla de bronce     | –52 kg                |
| 2006                  | Papeete (Francia)            | Medalla de plata      | –52 kg                |
| 2008                  | Christchurch (Nueva Zelanda) | Medalla de bronce     | –52 kg                |